# Y Cancri
Y Cancri är en pulserande variabel av RR Lyrae-typ (RRAB) i stjärnbilden Kräftan.
Stjärnan har magnitud +15,116 och varierar i amplitud med 0,70 magnituder med en period av 0,5408981 dygn eller ungefär 13 timmar.